# Themira germanica
Themira germanica är en tvåvingeart som beskrevs av Oswald Duda 1926. Themira germanica ingår i släktet Themira och familjen svängflugor. Arten är reproducerande i Sverige. Inga underarter finns listade i Catalogue of Life.